# Линдгрен, Ула
Ула Линдгрен (швед. Ola Lindgren; род. 29 февраля 1964, Хальмстад) — шведский гандболист и гандбольный тренер, чемпион мира и Европы, трёхкратный серебряный призёр Олимпийских игр. С 2019 года — главный тренер мужской сборной Финляндии. Главный тренер сборной Швеции в 2008—2016 годах.

## Карьера игрока

### Клубная
Линдгрен начал свою карьеру в 1981 году в Швеции в составе клуба «Дротт». В 1990 году он переехал в Германию, в команду «Дутенхофен» (ныне «Ветцлар»), игравшей во Второй Бундеслиге. В 1992 году вернулся в «Дротт», спустя три года отправился снова в Германию, где играл за клубы «Дюссельдорф» и «Нордхорн».

### В сборной
В сборной Швеции сыграл 376 игр и забил 482 гола. Своими стараниями Линдгрен принёс своей сборной три серебряные олимпийские медали, четыре золотые медали чемпионата Европы и две золотые медали чемпионата мира.

## Стиль игры
Изначально Линдгрен играл на позиции левого защитника, предпочитая играть именно в обороне. В сборной его перевели на позицию атакующего игрока, и он стал линейным. Благодаря своим физическим параметрам он стал одним из самых результативных игроков сборной Швеции и одним из лучших гандболистов мира.

## Карьера тренера
С 1996 по 1998 годы Линдгрен некоторое время работал играющим тренером «Дюссельдорфа», а с 2003 по 2009 руководил «Нордхорном». В 2007 году он вошёл в штаб сборной Швеции, а в 2008 году вместе с Стаффаном Ольссоном возглавил сборную и руководил ею до 2016 года.
В сезоне 2009/2010 Линдгрен продолжил совмещение клубного и национального тренера, став наставником «Рейн-Неккар Лёвен». В сентябре 2010 года он покинул должность тренера команды, однако до июня 2012 года он де-юре оставался в штабе клуба, не имея права сменить команду. Только в декабре 2011 года он по обоюдному согласию оставил пост тренера «львов», возглавив в январе 2012 года отечественный «Кристианстад». Он проработал в «Кристианстаде» до 2019 года, после чего занял должности главного тренера сборной Финляндии и египетского «Аль-Ахли».

## Титулы

### Клубные
- Чемпион Швеции: 1984, 1988, 1990, 1994
- Вице-чемпион Германии: 2002

### В сборной
- Вице-чемпион Олимпийских игр: 1992, 1996, 2000
- Чемпион мира: 1990, 1999
- Чемпион Европы: 1994, 1998, 2000, 2002

### Тренерские
- Победитель Кубка ЕГФ: 2008
- Вице-чемпион Олимпийских игр: 2012